# St.-Stephani-Kirche (Calbe)

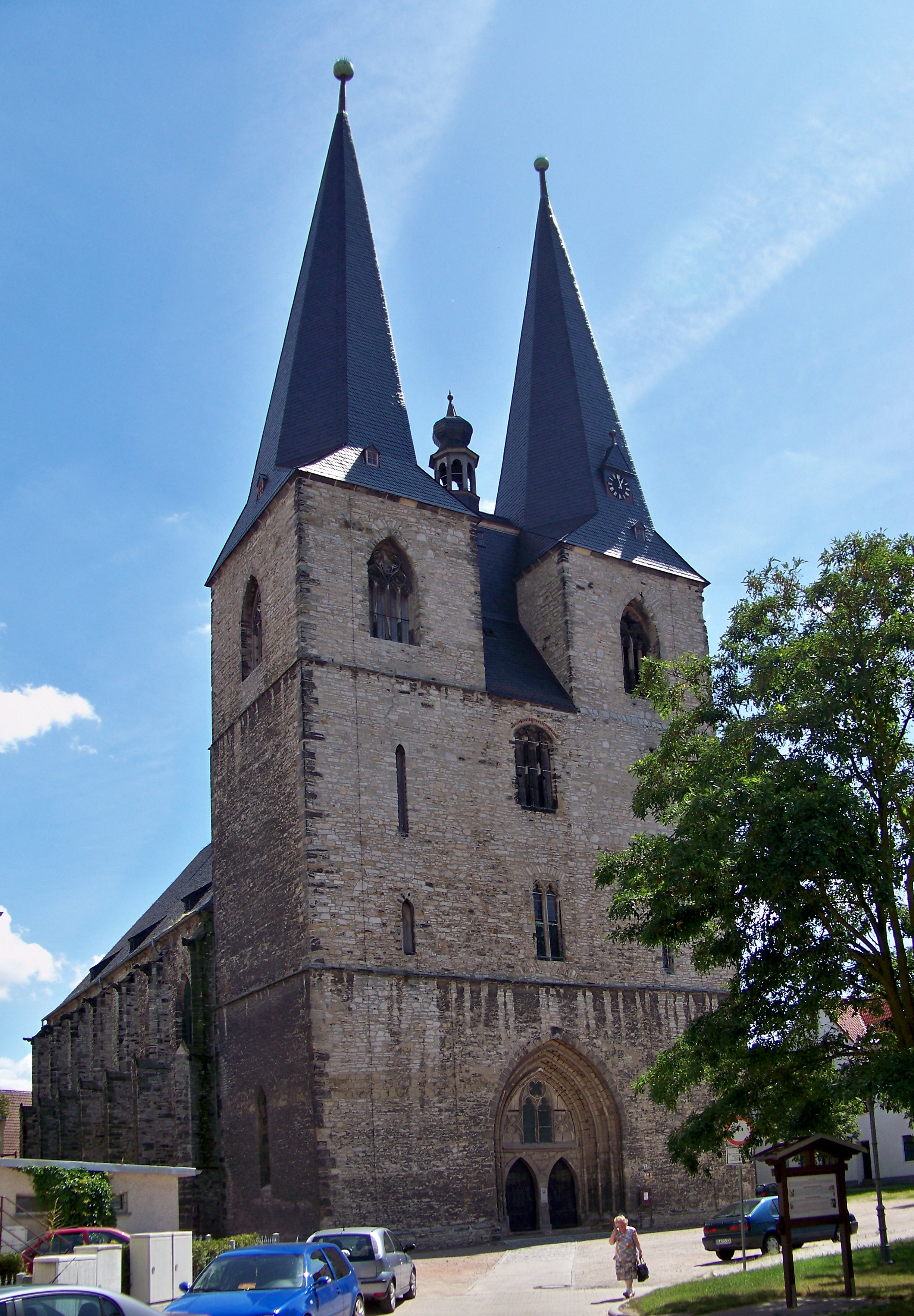
Westportal der Kirche

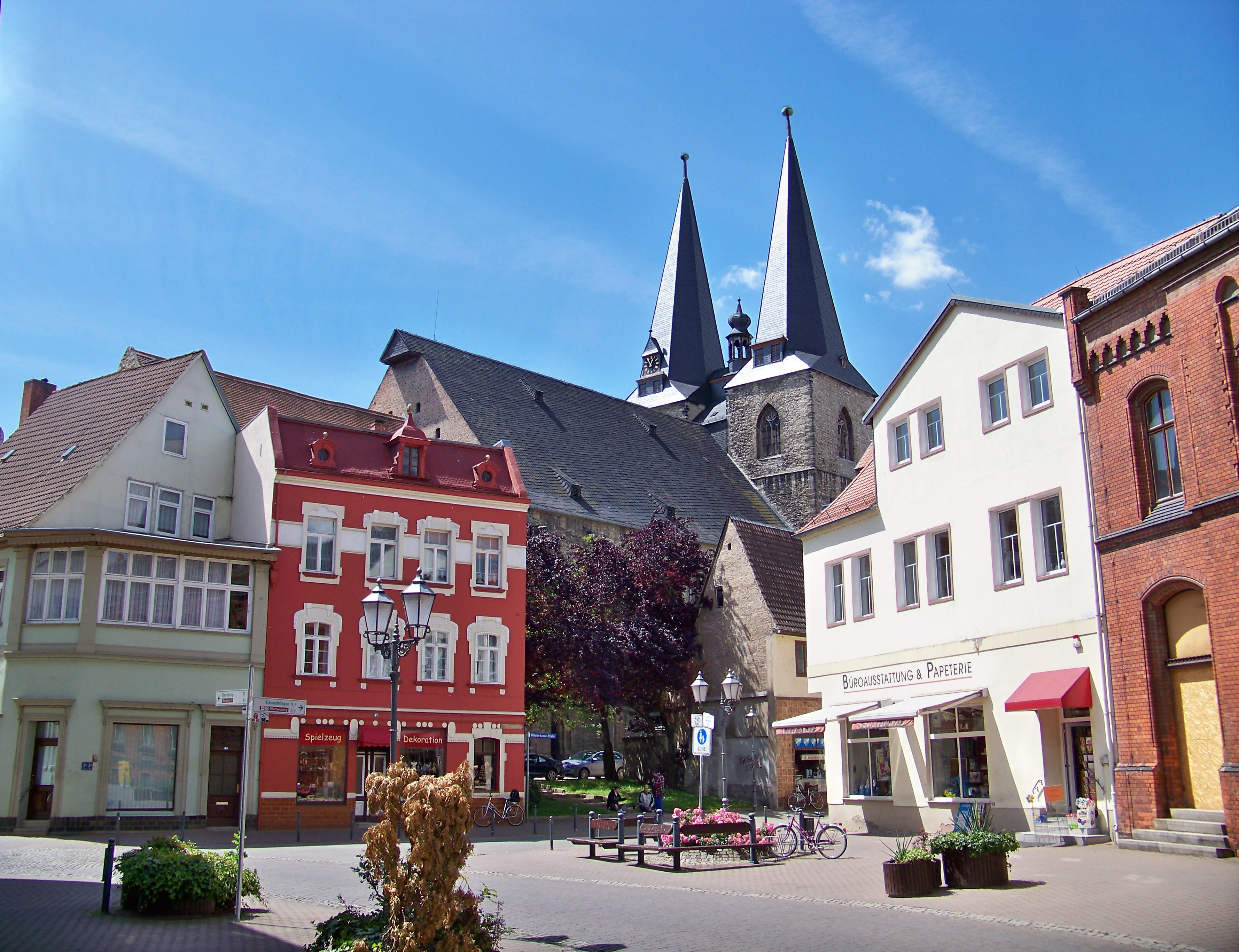
St. Stephani im Stadtbild

Die St.-Stephani-Kirche ist das Wahrzeichen von Calbe. Mit ihren beiden 57 m hohen Zwillingstürmen ist sie eine der größten Kirchen im Salzlandkreis.

## Erste Kirchenbauten
Eine frühe St.-Stephani-Kirche wurde wahrscheinlich im 10. Jahrhundert im Zusammenhang mit der Schenkung des Königshofes an das neue Erzbistum Magdeburg als erzbischöflicher Repräsentationsbau an der Stelle des Chorraumes der heutigen Hallenkirche errichtet. Die Hypothese von der Gründung der Stephanskirche durch den Halberstädter Erzbischof Hildegrim um 820 lässt sich nach neueren Erkenntnissen kaum aufrechterhalten. Einige Reste einer ottonischen oder romanischen Basilika sind im Ostbau (Chor) in 1,6 m Tiefe erhalten. Brandspuren an den aufgefundenen Mauerresten legen den Schluss nahe, dass die Kirche bei einer Feuersbrunst, vielleicht während der Welfen-Staufer-Kriege, zerstört wurde. Danach entstand eine frühgotische Basilika aus Sandstein, die später hochgotisch verändert wurde und von der ein Teil als rechteckiger Chorraum der jetzigen Kirche erhalten ist.
Die Stephanskirche zu Calbe war im Mittelalter die Zentralkirche eines Archidiakonats von 40 Kirchen, dessen Einnahmen an das erzbischöfliche Domkapitel Magdeburg flossen. Erzbischof Konrad II. schenkte 1268 die St.-Stephani-Kirche Calbe dem nahegelegenen Stiftskloster „Gottes Gnade“ mit allen geistlichen und weltlichen Rechten. Das Kirchenpatronat steigerte Erzbischof Burchard III. 1323 zu einer Inkorporation, wodurch die Calber Kirche ein Bestandteil des Stiftsklosters wurde – mit den Konsequenzen, dass nur Kanoniker dieses Klosters Pfarrer der städtischen Kirche sein durften und die Prämonstratenser die Geschicke der Kirchengemeinde inmitten der anwachsenden Stadt maßgeblich mitbestimmten. Das führte am Ende des 15. Jahrhunderts zu Streitigkeiten der um städtische Unabhängigkeit kämpfenden Bürger mit der Stiftsleitung.

## Hallenkirche „St. Stephani“

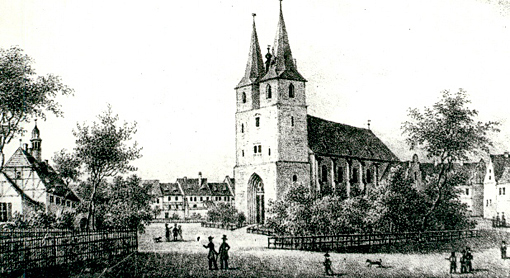
Kirchplatz Calbe (Stich um 1850)

Seit dem 14. Jahrhundert sind Bemühungen um Veränderungen und Vergrößerungen des Kirchenbaues zu erkennen, bis man sich dann im 15. Jahrhundert entschloss, eine der gewachsenen Bevölkerungszahl Rechnung tragende, geräumige spätgotische Hallenkirche zu errichten, die 1495 fertiggestellt wurde. Die Türme und das Hauptschiff sind aus Bruchsteinen gebaut, die Ecken und Portale aus Sandstein. Der älteste Teil des jetzigen Gebäudes ist der Choranbau, an den im 15. Jahrhundert die Hauptschiff-Halle angefügt wurde. Die beiden Teile bilden keine bauliche Einheit.
Die Gesamthöhe der Türme einschließlich des Knaufes beträgt 57,3 Meter. Das Langhaus hat eine Länge von 29,2 Meter, das Mittelschiff ist 9,7 Meter und die Seitenschiffe sind je 4,5 Meter breit. Die Höhe des Mittelschiffes beträgt 13,7 Meter, die der Seitenschiffe 13,6 Meter. Die Hallenkirche hat außen eine Gesamtlänge von 58,2 m. Einschließlich der Strebepfeiler und des Kapellenanbaues ist sie 32 Meter breit.
Das Maßwerk der gotischen Fenster weist auf die Verwendung älterer, hochgotischer Teile des Baues hin. Das beachtliche Hauptportal mit den zwei Spitzbogen-Türen wurde nachträglich in das bereits früher begonnene Turmhaus eingefügt. Im Südturm wohnte der Türmer, ein städtischer Angestellter, dem auch die Brandwache oblag. Ein Balken für seinen Lastenaufzug ist noch zu sehen.
Seit dem 16. Jahrhundert gibt es einen Verbindungsgang zwischen den beiden Türmen mit einem späteren, kleinen Barocktürmchen.
Die Sandstein-Kränze mit symbolischen Menschen- und Dämonengestalten über den Südtüren, die religiöse Moral-Geschichten erzählen, sind schon stark verwittert.

## Unechte Wasserspeier (Chimären)

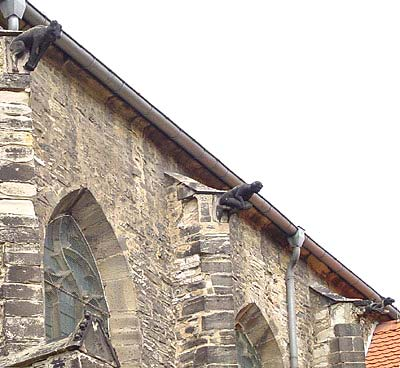
Unechte Wasserspeier (Chimären) an der Südseite

Auf den Strebepfeilern sitzen 14 Chimären oder „Himmelswächter“ (ohne Wasserabfluss-Funktion) zur Abwehr böser Kräfte, die neben dämonischen Gestalten in der Mehrzahl Karikaturen von Zeitgenossen darstellen.
Die Chimären an der St.-Stephani-Kirche lassen sich in 3 Gruppen einteilen:
2 Fabelwesen (Chimären im engeren Sinn), 4 Tiere und 8 Menschen. Die Menschendarstellungen bilden 4 Untergruppen. Dies sind: 2 Nackte, 2 Modenarren, 3 Kirchenleute und ein Jude mit der Judensau. Während die Fabelwesen und Tiere in symbolisierter Form das Böse abwehren sollen, sind die meisten der Menschen-Figuren als Karikaturen auf persönliche Schwächen und Laster, auf menschliche Sündhaftigkeit zu verstehen.
Judenhass und Judenverachtung werden an der St.-Stephani-Kirche Calbe – ebenso wie auch in jener Zeit an mehreren anderen Kirchen – sichtbar. Eine der Chimären-Spottfiguren stellt einen Juden dar, der einem Schwein das Hinterteil küsst („Judensau“). Eine andere Skulptur zeigt einen Fettwanst, der sich überfressen hat. Dass auch eine Nonne (oder Begine?) (s. Abb.) und zwei Stifts- oder Klosterbrüder in die Karikaturen-Gruppe aufgenommen wurden, zeigt, wie sehr der Verfall der klösterlichen Kultur ins allgemeine Bewusstsein gedrungen war. Die lutherische Reformation stand unmittelbar bevor.

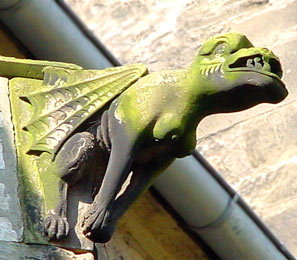
Weibliche Satansfigur
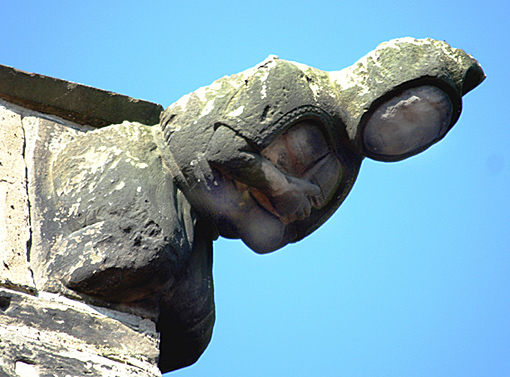
Geistliche „Schwester“, die ihren Leib verbirgt
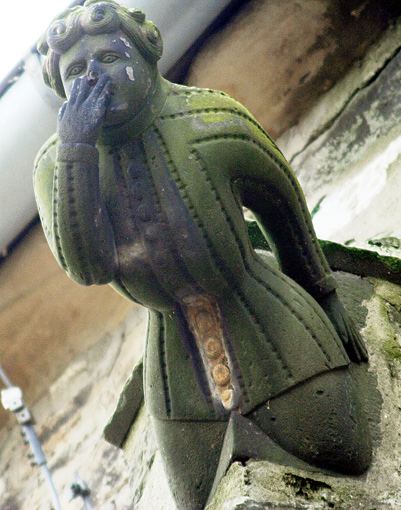
„Hinterhältiger“ Modenarr

## Evangelische Stadtkirche
Erzbischof Albrecht V. hatte 1541 auf dem ständischen Landtag im Schloss Calbe seinen Untertanen zwar noch keine freie Religionsausübung zugesichert, aber nach seiner Flucht im Frühjahr 1541 nach Mainz fand am 11. Juni 1542 (Sonntag nach Corpus Christi) fand in der St.-Stephani-Kirche der erste evangelische Gottesdienst in Calbe statt. Der Rechtsnachfolger des 1569 säkularisierten Prämonstratenser-Stiftsklosters wurde das nun evangelische Domstift Magdeburg. Dieses überließ dem Rat der Stadt die Verantwortung für die Stadtkirche „St. Stephani“, deren Pfarrer von nun an zu Superintendenten und Kirchen- bzw. Schulinspektoren für das Amt Calbe und seit 1685 zusätzlich für die Ämter Aken und Wanzleben bestimmt wurden.

## Ausstattung
Von den Säuberungs- und Restaurierungs-Aktionen nach der Einführung der Reformation in Calbe (1542) sowie der Jahre 1866 und 1966 blieben im Innern der Kirche erhalten:
- Ein Altartisch, der wahrscheinlich aus der alten Basilika stammt,
- ein lebensgroßes hölzernes Kruzifix aus dem 15. oder 16. Jahrhundert,
- die Sandstein-Kanzel mit Kanzelträger und anderem figürlichem Beiwerk von 1561, ebenfalls aus diesem Jahr der Taufstein,
- einige hölzerne Engels- und Heiligen-Figuren, welche den riesigen barocken Altaraufsatz von 1659 zierten und von Gottfried Gigas geschnitzt worden waren.

Da der Altaraufsatz, die einst vorhandenen Emporen und das Gestühl nach zwei Jahrhunderten recht morsch waren, wurden sie im 19. Jahrhundert entfernt.
Sehenswert sind im Inneren weiterhin:
- Die Schlusssteine mit Symbolen, die die Rippenbogen krönen
- eine abgenommene Glocke von 1586
- ein Altarschrein von 1464, der dem protestantischen „Bildersturm“ entgangen war
- Stein-Epitaphien, welche Patriziern, Adligen und Geistlichen gewidmet waren
- sowie ein bemaltes Holzepitaph der Familie Lemmer von 1654
- neogotisches Gestühl im Chorraum
- Gemälde aus dem 19. Jahrhundert mit Darstellungen Martin Luthers und des Superintendenten Friedrich August Scheele
- Glasfenster aus der zweiten Hälfte des 19. Jhs. im neogotischen Stil,
- ein Ausschnitt aus einem nicht mehr existierenden Buntglas-Fenster mit einem Detail aus einem 1892/1893 gestifteten Langhaus-Fenster
- ein Glasbetonfenster von Christof Grüger in der „Winterkirche“, dem Südanbau am Chorraum.

## Orgel
Derzeit wird in St. Stephani eine „neue“, d. h. gebrauchte Orgel aufgestellt, die von dem Orgelbauer Ernst Röver (Barmen) erbaut wurde. Das Instrument stand von 1899 bis 1921 als Mietinstrument in der Stadthalle Wuppertal. 1921 verkaufte Röver das Instrument an die Kirchengemeinde St. Martini in Halberstadt und stellte es in dem dort vorhandenen historischen Prospekt aus dem Jahre 1596 auf. Nach dem Zweiten Weltkrieg wurde das – romantisch disponierte und intonierte – Instrument verändert und entsprechend den damals aufkommenden Klangidealen „barockisiert“. Das Instrument hat 44 Register auf drei Manualen und Pedal. Von dem historischen Pfeifenmaterial (vormals insgesamt ca. 2.500 Pfeifen) ist ein Großteil erhalten. 2012 wurde das Instrument in Halberstadt abgebaut und in St. Stephani eingelagert. Es wird nun schrittweise restauriert und auf den ursprünglichen romantischen Zustand rekonstruiert.

## Sanierungsarbeiten in der Gegenwart
1992, 1994, 1998/99 und 2006 fanden u. a. mit Hilfe erheblicher Spenden der Calbenser und ihrer Freunde umfassende Sanierungsarbeiten am Kirchengebäude statt, die noch nicht abgeschlossen sind.

## Wrangel-Kapelle

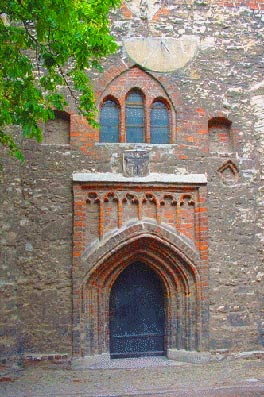
Portal der Wrangel-Kapelle mit Sonnenuhr und Kruzifix

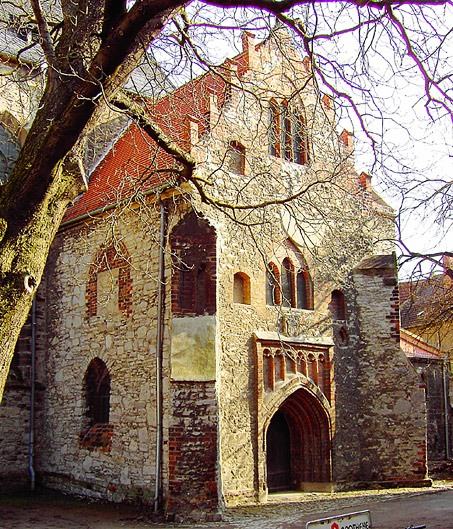
Wrangel-Kapelle

Auf der Südseite befindet sich die Wrangel-Kapelle. Der Schlussstein deren Gewölbes gibt ebenso wie das Wappen über der Tür die Jahreszahl 1495 an. Simon Hake (spätere Schreibweise: Hacke) war der Stifter der Kapelle. Es gibt eine Vermutung, dass der Begriff Wrangel-Kapelle sich aus der Tür herleitet und diese ursprünglich „Prangel-Tür“ hieß, was so viel wie Knüppel (= Balken)-Tür bedeutet. Es ist aber wahrscheinlicher, dass der Name sich vom schwedischen Feldherrn Carl Gustav Wrangel ableitet, dessen Frau Anna Margareta Wrangel Gräfin von Salmis aus Calbe stammt. Teile des schwedischen Heeres hielten sich in den 1630er und 1640er Jahren mehrere Male in Calbe auf, und es ist anzunehmen, dass General Wrangel die Hake-Kapelle an der Kirche, in der seine schöne Frau die Taufe erhielt, großzügig ausstatten ließ. Dadurch blieb wohl der Kapellenanbau im kollektiven Gedächtnis der Einwohner als „Wrangel“-Kapelle in Erinnerung.
Über der Tür der Wrangel-Kapelle befindet sich eine Sonnenuhr, das Wappen des Erzbischofs Ernst II. von Sachsen und ein altes Sandstein-Kruzifix, das möglicherweise noch von der romanischen oder frühgotischen Basilika stammt. Dieser Teil der Kirche, das Portal der Kapelle – und nur dieses – ist aus Backsteinen gebaut, es ist damit das südlichste Denkmal der norddeutschen Backsteingotik in Europa.
Später fungierte die Wrangel-Kapelle als Leichenhaus, in der oberen Etage wohnte der Totengräber. Auch die Bibliothek und das Archiv der Kirche waren zeitweise in dieser Oberetage untergebracht.